# Fouquescourt British Cemetery
Fouquescourt British Cemetery is een Britse militaire begraafplaats met gesneuvelden uit de Eerste Wereldoorlog en gelegen in het Franse dorp Fouquescourt (Somme). De begraafplaats werd ontworpen door Herbert Baker en ligt langs een landweg op 480 m ten noorden van het dorpscentrum (Église Saint-Pierre). Ze heeft een nagenoeg rechthoekig grondplan met een oppervlakte van ruim 390 m² en wordt omgeven door een bakstenen muur afgedekt met witte natuursteen. Aan de straatzijde geven twee houten hekjes in een naar binnen gebogen gedeelte van de muur toegang tot de begraafplaats. Het Cross of Sacrifice staat centraal tegen de noordwestelijke muur, geflankeerd door twee schuilhuisjes. 
Er liggen 374 doden begraven waaronder 130 niet geïdentificeerde.

## Geschiedenis
Op 10 augustus 1918 werd het dorp door de 10th Canadian Infantry Brigade veroverd. De begraafplaats werd na de wapenstilstand aangelegd met graven die afkomstig waren van de slagvelden uit de wijde omgeving alsook vanuit andere begraafplaatsen, waaronder: Arvillers Communal Cemetery (1 slachtoffer), Assevillers Military Cemetery (14 slachtoffers), Beaufort Churchyard (1 slachtoffer),  Belloy-en-Santerre Communal Cemetery French Extensions (15 slachtoffers), Cappy French Military Cemetery (29 slachtoffers), Chaulnes Communal Cemetery German Extension (3 slachtoffers), Estrees-Deniecourt Military Cemetery (1 slachtoffer)) en Meharicourt Communal Cemetery Extension (9 slachtoffers). 
Er worden 116 Britten, 83 Canadezen, 43 Australiërs en 2 Zuid-Afrikanen herdacht. Eén slachtoffer wordt herdacht met een Special Memorial omdat zijn graf niet meer gelokaliseerd kon worden en men aanneemt dat hij zich onder een naamloos graf bevindt. Vijf slachtoffers worden herdacht met een Duhallow Block omdat zij oorspronkelijk in andere begraafplaatsen werden begraven maar hun lichamen werden daar niet meer teruggevonden.

### Onderscheiden militairen
- James Edward Tait, luitenant bij de Canadian Infantry werd onderscheiden met het Victoria Cross en het Military Cross (VC, MC).
- majoor A. Grant en luitenant W.H. Burgess, beide van de Canadian Infantry werden onderscheiden met de Distinguished Service Order (DSO).
- Henry S.C. Peyton, luitenant-kolonel bij de Rifle Brigade; John Fergusson Franks, kapitein bij het King's Royal Rifle Corps; William Stanley Willshire, kapitein bij de Australian Infantry, A.I.F.; N.C.H. MacDonald-Moreton, kapitein bij het King's Royal Rifle Corps en Harry Melbourne Moir Wall, luitenant bij de Australian Infantry, A.I.F. werden onderscheiden met het Military Cross (MC).
- de sergeanten J.M. Anderson en William Douglas Burris, de korporaals Leslie Herbert Brown, William Summers en Walter Manning Hicks en de soldaten T.A. Surbeck en Harry Richard Dresser werden onderscheiden met de Military Medal (MM).

### Aliassen
- korporaal Cyril Arthur Moore diende onder het alias Cyril Mitchell de Australian Infantry, A.I.F..
- soldaat Charles Bartholomew Spivey diende onder het alias C.B. O'Neil bij de Canadian Infantry.